# سفارت فنلاند در لندن
سفارت فنلاند در لندن (به انگلیسی: Embassy of Finland) یک سفارت در بریتانیا است که در شهر وست‌مینستر واقع شده‌است.